# Calum Scott
Calum Scott (Kingston upon Hull, 12 de octubre de 1988) es un cantautor británico. Ganó un concurso de talentos local en el condado de Yorkshire y después saltó a la fama al participar en el programa de televisión Britain's Got Talent en 2015. Posteriormente lanzó su propia versión de la canción «Dancing On My Own» de Robyn, la cual llegó al número dos en la lista de sencillos del Reino Unido, convirtiéndose en la canción más vendida en ese territorio durante el verano. En el 2018, Scott colaboró con Leona Lewis en un nuevo sencillo interpretado en el programa The One Show, cuyo video musical fue lanzado en marzo del mismo año. Firmó un contrato discográfico con Capitol Records

## Carrera musical

### 2013–2015: inicios y Britain's Got Talent
El 15 de agosto de 2013, Scott ganó el concurso de talentos Mail's Star Search, organizado por Hull Daily Mail. Luego formó parte de una banda en honor a Maroon 5, llamada Maroon 4, con la que realizó una gira por el Reino Unido. En 2014 formó el dúo electrónico,The Experiment, con John McIntyre. Su primer sencillo, "Girl (You're Beautiful)", fue lanzado el 14 de junio. El dúo interpretó la canción en Good Morning Britain y BBC Look North, aunque posteriormente se disolvió.
El 11 de abril de 2015, Scott audicionó en la novena temporada de Britain's Got Talent, transmitida por ITV. Justo antes de su audición, su hermana Jade también participó. Jade recibió tres votos de "No" de Amanda Holden, David Walliams y Simon Cowell (la votación de Alesha Dixon no fue anunciada porque no fue necesaria). A pesar de los nervios al ver que rechazaban a su hermana, Calum interpretó una versión de la canción "Dancing On My Own" de Robyn. Después de una ovación por parte del jurado, Cowell presionó el Golden Buzzer dándole a Scott un lugar automático en los shows en vivo. Cowell dijo: "Nunca en todos los años que he hecho este espectáculo escuché a alguien con tu talento. En serio. La versión fue sensacional, y eso me demuestra que eres más que un cantante, que eres un artista y por eso lo conseguiste (el timbre)". Después de esta audición, Scott recibió el apoyo de otras estrellas como Little Mix y Ashton Kutcher.
Tras su aparición en el primer episodio de dicho programa, sus seguidores de Twitter saltaron de 400 a más de 25,000. El video de su audición ha sido visto más de 31,000,000 de veces en YouTube. En la semifinal del 29 de mayo, Scott interpretó "We Dont Have to Take our Clothes off" de Jermaine Stewart. Walliams comentó "Realmente suenas como un artista de grabación", mientras que Alesha Dixon sugirió que podría tener "éxito en todo el mundo". Ganó la semifinal con el 25.6% de los votos, enviándolo directamente a la final. En la final del 31 de mayo, Scott interpretó "Diamonds" de Rihanna y finalizó sexto de los 12 concursantes con un 8,2% de los votos. Después de su paso por el programa Britain's Got Talent, Scott se embarcó en una serie de espectáculos en todo el Reino Unido, incluidos los premios Viking FM Future Star Awards, Flamingo Land Resort Fair, el décimo aniversario de Westwood Cross Shopping Center, Gibraltar Summer Nights, Hull Daily Mail's Star o Dartford Festival.

### 2016–presente:Only Human

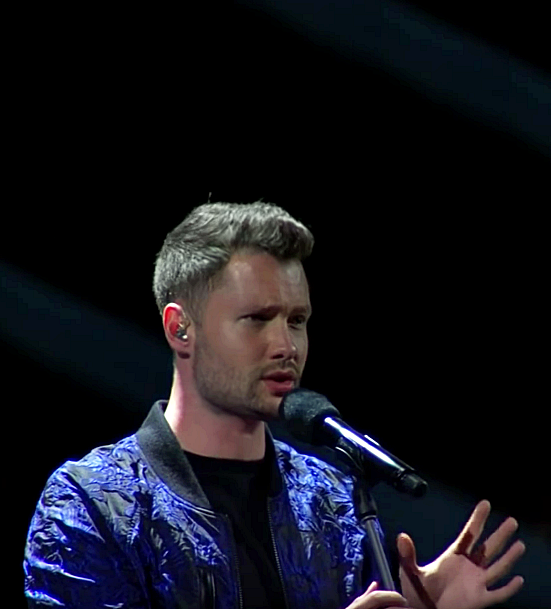
Scott actuando en 2016 en el Tabernacle, Reino Unido.

El 15 de abril de 2016 Calum Scott sacó su propia versión de "Dancing On My Own". La canción se convirtió en un gran éxito, llegando a estar entre las cuarenta canciones más votadas en varios rankings y radios británicos. Incluso alcanzó el número dos en el UK Singles Chart, hacia el 5 de agosto de ese mismo año. En agosto de 2016, "Dancing on my Own" obtuvo la certificación de platino en Reino Unido, habiendo vendido más de 600.000 copias. En mayo de 2016, Calum Scott anunció en Twitter que había firmado un contrato de grabación con Capitol Records para el que sería su álbum debut. Scott interpretó su "Dancing on My Own" en varios programas de televisión como BBC Look North, Lorraine, Weekend, o Late Night with Seth Meyers y también en el programa brasileño Encontro com Fátima Bernardes. También promovió su canción en varios programas de radio, entre ellos BBC Radio Humberside, Viking FM, Radio Gibraltar, BFBS Radio y Gibraltar Broadcasting Corporation. El 16 de septiembre, lanzó el sencillo promocional "Transformar" con la artista brasileña Ivete Sangalo, siendo el tema oficial de los Juegos Paralímpicos de Verano de 2016. Ambos interpretaron esta canción en la ceremonia de clausura de los Juegos Paralímpicos, el 18 de septiembre. En septiembre de 2016, se reveló además que "Dancing On My Own" fue la canción más descargada del verano en el Reino Unido.
Durante 2017, Calum Scott realizó una gira por los EE. UU. y lanzó el sencillo "You Are The Reason". También en 2017, comenzó a trabajar en el que sería su álbum debut, "Only Human", que fue lanzado el 9 de marzo de 2018. Una nueva versión de "You Are the Reason" fue lanzada poco antes del lanzamiento del álbum, a principios de 2018, en colaboración con la también cantante británica Leona Lewis. Ambos interpretaron esta canción en el programa The One Show, en febrero de 2018. En mayo de 2018, Scott lanzó su tema "What I Miss Most", siendo el cuarto sencillo de "Only Human".
En octubre de 2018, Scott lanzó un nuevo sencillo titulado "No Matter What". Scott además añade que este tema es "sin duda la canción más personal que he escrito y de la que estoy más orgulloso. Es una canción que nace de la soledad, la aceptación y el desgarrador pero liberador relato de mi experiencia. Lo que me gusta de esta canción es que no se limita a una historia de identidad sexual, sino a la relación entre padres e hijos y la aceptación en general. Esta canción no estuvo en mi primer álbum porque simplemente aún no estaba listo en ese momento para entregársela al mundo ".

## Vida personal
Scott es abiertamente gay.  Se dice que tuvo problemas con su sexualidad cuando era niño, pero desde que se convirtió en adulto, confía en ello y espera ser un modelo a seguir para aquellos jóvenes que se interesan por la música, pero tienen dificultades al momento de desarrollar sus talentos, debido a su sexualidad.

## Discografía

### Álbumes de estudio
| Título                                                                   | Detalles                                                                                                   | Posiciones en Listas | Posiciones en Listas | Posiciones en Listas | Posiciones en Listas | Posiciones en Listas | Posiciones en Listas | Posiciones en Listas | Posiciones en Listas | Certificaciones                    |
| Título                                                                   | Detalles                                                                                                   | UK                   | AUS                  | BEL (FL)             | CAN                  | IRE                  | NLD                  | NZ                   | US                   | Certificaciones                    |
| ------------------------------------------------------------------------ | --- | -------------------- | -------------------- | -------------------- | -------------------- | -------------------- | -------------------- | -------------------- | -------------------- | ---------------------------------- |
| Only Human                                                               | - Lanzamiento: 9 de marzo de 2018 - Discográfica: Capitol - Formatos: CD, LP, Descarga digital, streaming  | 4                    | 5                    | 35                   | 27                   | 19                   | 75                   | 26                   | 66                   | - BPI: Oro - ARIA: Oro - RIAA: Oro |
| Bridges                                                                  | - Lanzamiento: 17 de junio de 2022 - Discográfica: Capitol - Formatos: CD, descarga digital, LP, streaming | 48                   | 12                   | 80                   | —                    | —                    | —                    | —                    | —                    |                                    |
| "—" denota que el álbum no se lanzó o no se posicionó en ese territorio. | |                      |                      |                      |                      |                      |                      |                      |                      |                                    |

### Extended plays
| Título        | Detalles                                                                                               |
| ------------- | --- |
| Only Acoustic | - Lanzamiento: 26 de marzo de 2021 - Discográfica: Capitol/UMG - Formatos: Descarga digital, streaming |
| Only Collabs  | - Lanzamiento: 12 de abril de 2021 - Discográfica: Capitol/UMG - Formatos: Descarga digital, streaming |
| Only Love     | - Lanzamiento: 23 de abril de 2021 - Discográfica: Capitol/UMG - Formatos: Descarga digital, streaming |
| Only Live     | - Lanzamiento: 21 de mayo de 2021 - Discográfica: Capitol/UMG - Formatos: Descarga digital, streaming  |

### Sencillos

#### Como artista principal
| Título                                                                            | Año  | Posiciones en Listas | Posiciones en Listas | Posiciones en Listas | Posiciones en Listas | Posiciones en Listas | Posiciones en Listas | Posiciones en Listas | Posiciones en Listas | Posiciones en Listas | Posiciones en Listas | Certificaciones | Álbum                       |
| Título                                                                            | Año  | UK                   | AUS                  | BEL (FL)             | DEN                  | IRE                  | NLD                  | NZ                   | SCO                  | SWE                  | US Adult             | Certificaciones | Álbum                       |
| --------------------------------------------------------------------------------- | ---- | -------------------- | -------------------- | -------------------- | -------------------- | -------------------- | -------------------- | -------------------- | -------------------- | -------------------- | -------------------- | --- | --------------------------- |
| "Dancing On My Own"                                                               | 2016 | 2                    | 2                    | 19                   | 8                    | 4                    | 14                   | 5                    | 1                    | 4                    | 15                   | - BPI: 3× Platino - ARIA: 8× Platino - IFPI DEN: Oro - RMNZ: Platino - RIAA: 2× Platino                                                       | Only Human                  |
| "Rhythm Inside"                                                                   | 2016 | 90                   | —                    | —                    | —                    | —                    | —                    | —                    | 23                   | —                    | —                    | | Only Human                  |
| "You Are the Reason"(solo o con Leona Lewis)                                      | 2017 | 43                   | 27                   | —                    | —                    | 55                   | —                    | —                    | 6                    | —                    | 11                   | - BPI: Oro - ARIA: 2× Platino - RIAA: Platino                                                                                                 | Only Human                  |
| "What I Miss Most"                                                                | 2018 | —                    | —                    | —                    | —                    | —                    | —                    | —                    | 83                   | —                    | —                    | | Only Human                  |
| "No Matter What"                                                                  | 2018 | —                    | 137                  | —                    | —                    | —                    | —                    | —                    | 53                   | —                    | —                    | | Only Human: Special Edition |
| "Undo" (con Naughty Boy & Shenseea)                                               | 2019 | —                    | —                    | —                    | —                    | —                    | —                    | —                    | —                    | —                    | —                    | | Bungee Jumping              |
| "Biblical"                                                                        | 2021 | —                    | —                    | —                    | —                    | —                    | —                    | —                    | —                    | —                    | —                    | | Bridges                     |
| "Where Are You Now" (con Lost Frequencies)                                        | 2021 | 3                    | 5                    | 26                   | 6                    | 5                    | 1                    | 6                    | 12                   | 7                    | —                    | - BPI: 2× Platino - ARIA: 5× Platino - BVMI: 2× Platino - GLF: 3× Platino - IFPI DEN: 2× Platino - MC: 4× Platino - RIAA: Oro - RMNZ: Platino | Sin álbum                   |
| "Rise"                                                                            | 2021 | —                    | —                    | —                    | —                    | —                    | —                    | —                    | —                    | —                    | —                    | | Bridges                     |
| "Love Is Just a Word" (con Jasmine Thompson)                                      | 2021 | —                    | —                    | —                    | —                    | —                    | —                    | —                    | —                    | —                    | —                    | | Sin álbum                   |
| "If You Ever Change Your Mind"                                                    | 2022 | —                    | —                    | —                    | —                    | —                    | —                    | —                    | —                    | —                    | —                    | | Bridges                     |
| "Heaven" (solo o con Lyodra, Darren Espanto, Hoàng Duyên o Diana Danielle)        | 2022 | —                    | —                    | —                    | —                    | —                    | —                    | —                    | —                    | —                    | —                    | | Bridges                     |
| "Boys in the Street"                                                              | 2022 | —                    | —                    | —                    | —                    | —                    | —                    | —                    | —                    | —                    | —                    | | Bridges                     |
| "Woke Up in Love" (con Kygo & Gryffin)                                            | 2022 | —                    | —                    | 87                   | —                    | —                    | —                    | —                    | —                    | 27                   | —                    | - GLF: Oro | Alive / Thrill of the Chase |
| "Run With Me" (solo o con Anny Ogrezeanu)                                         | 2022 | —                    | —                    | —                    | —                    | 90                   | —                    | —                    | —                    | —                    | —                    | | Sin álbum                   |
| "One More Try"                                                                    | 2022 | —                    | —                    | —                    | —                    | —                    | —                    | —                    | —                    | —                    | —                    | | Sin álbum                   |
| "Whistle" (con Jax Jones)                                                         | 2023 | 14                   | —                    | —                    | —                    | 59                   | 17                   | 32                   | —                    | —                    | —                    | - BPI: Plata | Sin álbum                   |
| "—" indica lanzamientos que no se registraron o no se lanzaron en ese territorio. |      |                      |                      |                      |                      |                      |                      |                      |                      |                      |                      | |                             |

#### Como artista Invitado
| Título                                                               | Año  | Álbum     |
| -------------------------------------------------------------------- | ---- | --------- |
| "Light Us Up" (Matrix & Futurebound con Calum Scott)                 | 2017 | Sin álbum |
| "Give Me Love" (Don Diablo con Calum Scott)                          | 2018 | Future    |
| "Love on Myself" (Felix Jaehn con Calum Scott)                       | 2019 | Sin álbum |
| "Da Primeira Vez (From the First Time)" (Bryan Behr con Calum Scott) | 2021 | Sin álbum |
| "Rain in Ibiza" (Felix Jaehn & The Stickmen Project con Calum Scott) | 2022 | TBA       |
| "Greatest Day" (Robin Schultz rework) (Take That con Calum Scott)    | 2023 | TBA       |

### Sencillos promocionales
| Título                                     | Año  | Álbum     |
| ------------------------------------------ | ---- | --------- |
| "Transformar (Change)" (con Ivete Sangalo) | 2016 | Sin álbum |

### Créditos de composición
| Título              | Año  | Artista(s) | Álbum                 | Créditos  |
| ------------------- | ---- | ---------- | --------------------- | --------- |
| "The Joke Is on Me" | 2018 | Boyzone    | Thank You & Goodnight | Co-writer |

### Videos Musicales

#### Como artista Principal
| Título                                 | Año  | Director                      |
| -------------------------------------- | ---- | ----------------------------- |
| "Yours"                                | 2015 | Astor Production              |
| "When We Were Young"                   | 2015 | Shoot J Moore                 |
| "Dancing on My Own"                    | 2016 | Ryan Pallotta                 |
| "Dancing on My Own" (Tiësto Remix)     | 2016 | Josh Killacky and David Moore |
| "Rhythm Inside"                        | 2017 | Howard Greenhalgh             |
| "You Are the Reason"                   | 2018 | Frank Borin                   |
| "You Are the Reason" (con Leona Lewis) | 2018 | Richard Pengelley             |
| "What I Miss Most"                     | 2018 | Ozzie Pullin                  |
| "No Matter What"                       | 2018 | Ozzie Pullin                  |
| "Biblical"                             | 2021 | Franklin & Marchetta          |
| "Rise"                                 | 2021 | Franklin & Marchetta          |
| "If You Ever Change Your Mind"         | 2022 | Harry Law                     |
| "Boys in the Street"                   | 2022 | Jackson Ducasse               |
| "Heaven"                               | 2022 | Lewis Cater                   |

#### Cameos
| Título                 | Año  | Director         |
| ---------------------- | ---- | ---------------- |
| "Transformar (Change)" | 2016 | Radamés Venâncio |

#### Como artista Invitado
| Título                                  | Año  | Director            |
| --------------------------------------- | ---- | ------------------- |
| "Give Me Love"                          | 2018 | Patrick Van Der Wal |
| "Love on Myself"                        | 2019 | Ivana Bobic         |
| "Da Primeira Vez (From the First Time)" | 2021 | Philippe Noguchi    |